# 甲基二溴戊二腈
甲基二溴戊二腈（英語：Methyldibromo glutaronitrile，MDBGN），用作农药时称为溴菌腈，是一种广泛使用的防腐剂。能抑制和消灭细菌、真菌及藻类的生长，在农药、化妆品、皮革、造纸等众多领域都有使用。
由2-亚甲基戊二腈与溴在30℃以下得到。且接触皮肤会产生过敏。

## 过敏与历史
在20世纪80年代中期，MDBGN开始允许在化妆品中使用，并不晚于90年代早期出现了第一例由含MDBGN化妆品引起的的过敏性接触皮炎报道。经过动物实验以及相关研究，证实其为MDBGN所致，但此时美国任然允许在留驻型化妆品中添加不超过0.025%，在洗去型化妆品中为0.06%。
20世纪90年代期间，MDBGN仍在诸如润滑乳、湿巾、洗发水、沐浴露等护肤品中作为防腐剂使用，在工业上则运用于油墨、胶水和药用凝胶的防腐。
2005年，欧盟禁止MDBGN添加到留驻型化妆品中，并于2007年将范围扩大洗去型化妆品中。
根据一项在北美开展的调查显示，在2005至2006年期间，MDBGN在常见贴皮测试过敏原中排名第九，占比5.8%。
2007年，中华人民共和国将MDBGN列为淋洗类产品中限用防腐剂，限量 0.1%，到2015年则全面禁止其添加到化妆品中。

## 延伸阅读
- . Existing Chemical Hazard Assessment Report—Methyldibromo glutaronitrile （MDBGN）澳大利亚卫生和老年护理部